# Hieracium patens
Hieracium patens là một loài thực vật có hoa trong họ Cúc. Loài này được Bartl. mô tả khoa học đầu tiên năm 1850.